# Centre d'études du Saulchoir
Le  Centre d'études du Saulchoir est le lieu d'études de la province dominicaine de France depuis 1904. Le nom initial était simplement le Saulchoir. Son emplacement a changé en fonction des époques.

## Histoire
En 1880, le gouvernement français ayant décidé des premières expulsions de religieux, certains des frères s'exilèrent en Espagne, d'autres en Autriche, emportant ce qu'ils pouvaient de leurs livres. En 1895, les frères furent autorisés à se réinstaller au couvent de Flavigny.
Après l'expulsion des congrégations catholiques en 1903, les dominicains de la province de France se réfugièrent en Belgique, près de Tournai, dans la localité de Kain. En 1904, ils installèrent leur studium generale (lieu d'études général) dans une ancienne abbaye cistercienne nommée « Le Saulchoir », c'est-à-dire « le lieu planté de saules » (du latin salicetum). C'est là qu'ils continuèrent d'augmenter le fonds de leur bibliothèque et poursuivirent leurs activités d'étude et de recherche. Ils fondèrent au Saulchoir deux publications : la Revue des sciences philosophiques et théologiques en 1907, et le Bulletin thomiste en 1924. Le père Marie-Dominique Chenu publia en 1937 un ouvrage intitulé Le Saulchoir, une école de théologie qui fut mis à l'index en 1942.
Le retour en France étant devenu possible, les dominicains quittèrent la Belgique et s'établirent en 1939 au domaine des Hauldres, à Étiolles, près d'Évry, tout en conservant le nom de « Saulchoir ». Ils y demeurèrent jusqu'en 1971, date à laquelle ils partirent s'installer dans le 13e arrondissement, au couvent Saint-Jacques, 43 bis, rue de la Glacière, où ils se trouvent aujourd'hui. Ce lieu abrite désormais le Centre d'études du Saulchoir, fondé en 1992.

## Activités
Le Centre d'études du Saulchoir, voué à la recherche et à l'enseignement, est complété par la Commission léonine, qui élabore l'édition critique de l'œuvre de Thomas d'Aquin, et par la Société thomiste.
Le Saulchoir met deux centres de documentation à la disposition des chercheurs : la bibliothèque du Saulchoir et les Archives de la province dominicaine de France.

## Personnalités
De nombreux théologiens ont reçu leur formation ou enseigné au Saulchoir, à Kain puis à Étiolles, parmi lesquels : Ambroise Gardeil, son premier recteur, Marie-Émile Boismard, Bernard Bro, Marie-Dominique Chenu, Yves Congar, Dominique Dubarle, Claude Geffré, Michel-Louis Guérard des Lauriers, Marie-Albert Janvier, Jacques Jomier, Jean-Pierre Jossua, Jean de Menasce, Marie-Dominique Philippe, Thomas Philippe, Ambroise de Poulpiquet, Bernard Quelquejeu, Pierre Raffin, Henri Dominique Saffrey, Edward Schillebeeckx, Christoph Schönborn, Antonin-Gilbert Sertillanges.